# Rex Cawley
Rex Cawley, född 6 juli 1940 i Detroit i Michigan, död 21 januari 2022 i Orange i Kalifornien, var en amerikansk friidrottare (häcklöpare).
Cawley blev olympisk mästare på 400 meter häck vid olympiska sommarspelen 1964 i Tokyo.